# Luciano Varaldo
Luciano Ismael Varaldo (Ceres, Santa Fe, Argentina; 11 de mayo de 1985) es un futbolista argentino que se desempeña en la posición de delantero, actualmente en el Club Atlético Güemes de Santiago del Estero.

## Clubes
| Club                                       | País      | Año       |
| ------------------------------------------ | --------- | --------- |
| Ben Hur                                    | Argentina | 2002-2006 |
| Central Córdoba (SdE)                      | Argentina | 2006-2007 |
| Huracán                                    | Argentina | 2007      |
| Almirante Brown                            | Argentina | 2008      |
| Ferro                                      | Argentina | 2008      |
| Jorge Wilstermann                          | Bolivia   | 2009      |
| Sportivo Italiano                          | Argentina | 2009-2010 |
| Deportivo Guaymallén                       | Argentina | 2010      |
| Crucero del Norte                          | Argentina | 2011      |
| Gimnasia y Esgrima (Mza)                   | Argentina | 2011      |
| Club Cipolletti                            | Argentina | 2012      |
| Club Unión Aconquija                       | Argentina | 2013      |
| Club Tiro Federal (Rosario)                | Argentina | 2014      |
| Club 9 de Julio (Morteros)                 | Argentina | 2015      |
| Club Belgrano (Paraná)                     | Argentina | 2016      |
| Club Atlético Güemes (Santiago del Estero) | Argentina | 2017      |